# João Carlos Paes Mendonça
João Carlos Paes Mendonça OMM (Ribeirópolis, 24 de junho de 1938) é um empresário brasileiro, com expressiva atuação na região Nordeste, assim como no Sudeste, na cidade de São Paulo, e em Portugal, na região do Douro. Fundador, no Recife, da rede de supermercados e hipermercados Bompreço, também é conhecido por criar o cartão de crédito Hipercard.
Atualmente, é presidente do Grupo JCPM, uma holding com atuação nos setores de comunicação, imobiliário e de shopping centers. Sua carreira está intimamente ligada ao setor de varejo, destacando-se pela fundação e expansão do Grupo Bompreço e, posteriormente, pela participação acionária em diversos shoppings, como Shopping Recife, Shopping Tacaruna, Shopping Plaza Casa Forte, Shopping Guararapes, RioMar Recife, RioMar Fortaleza, RioMar Kennedy, Salvador Shopping, Salvador Norte Shopping, RioMar Aracaju, Shopping Jardins e, no Sudeste, o Shopping Villa-Lobos.
No segmento de comunicação, o Grupo JCPM controla, em Pernambuco, o Sistema Jornal do Commercio de Comunicação, que inclui portal, rádio, televisão e jornal impresso.
No setor imobiliário, Paes Mendonça é proprietário do JCPM Trade Center, no Recife, onde está localizada a sede da empresa. Além disso, possui empreendimentos associados aos centros de compras, como o Empresarial RioMar Kennedy e o RioMar Trade Center Fortaleza, ambos no Ceará, e o Downtown Salvador Shopping. Em projetos residenciais, participou do empreendimento Le Parc no Recife. Atualmente, prepara o lançamento de duas novas torres empresariais no Shopping RioMar Recife, denominadas RioMar Trade Center 4 e 5.
Desde 2012, em Portugal, atua na produção de vinhos na região do Douro.

## Biografia
João Carlos Paes Mendonça nasceu no povoado de Serra do Machado, em Ribeirópolis, no interior de Sergipe. Aprendeu as primeiras lições de varejo com seu pai, Pedro Paes Mendonça, proprietário de uma pequena mercearia. João Carlos é o quarto filho, sendo o primeiro homem, entre nove crianças. Aos nove anos, já ajudava no comércio da família.
Com a expansão dos negócios, a família mudou-se para Ribeirópolis em 1947. Em 1951, Pedro Paes Mendonça abriu um armazém em Aracaju, na Rua de Santa Rosa, e, posteriormente, em 1957, expandiu para Propriá. Aos 21 anos, João Carlos tornou-se sócio do pai nos negócios da família.
Em 1966, já casado com Auxiliadora, transferiu-se para o Recife com o objetivo de abrir o primeiro supermercado da Rede Bompreço, que futuramente se tornaria uma das maiores do país. O projeto cresceu rapidamente, sendo pioneiro em práticas inovadoras, como abertura no horário de almoço, funcionamento aos finais de semana, clubes de fidelidade (BomClube) e o lançamento do cartão Hipercard. A rede atingiu a marca de 100 lojas e consolidou-se como a terceira maior do país antes de ser vendida ao grupo Royal Ahold em 2000.

## Atuação no setor de shoppings
A entrada de Paes Mendonça no setor de shopping centers ocorreu em 1997, com a participação no Shopping Tacaruna. Com a venda do Bompreço, em 2000, decidiu expandir sua atuação nesse segmento. O Grupo JCPM é atualmente o quarto maior no setor no Brasil, reconhecido por projetos sustentáveis e arquitetônicos diferenciados, gerando mais de 50 mil empregos diretos e indiretos.
Um marco dessa nova fase foi a inauguração do Salvador Shopping em 2007, com projeto arquitetônico moderno e preocupação com a sustentabilidade. No Recife, o RioMar Recife, inaugurado em 2012, consolidou-se como o maior shopping do Nordeste e um dos maiores do país, ocupando o antigo terreno da Fábrica Bacardi. O empreendimento trouxe inúmeras inovações, incluindo espaços amplos de lazer, áreas de eventos, teatros e diversidade gastronômica.

## Produção de vinhos
Em 2009, Paes Mendonça adquiriu uma Quinta na região do Douro, em Portugal. Desde então, tem produzido vinhos tinto, branco, rosé, espumante e vinho do Porto, em parceria com o enólogo Dirk Niepoort. Atualmente, cerca de 70% da produção da Quinta é destinada ao mercado europeu, atendendo a países como França, Alemanha e Portugal.

## Participação em órgãos de classe
Em 1984, integrou o Conselho Monetário Nacional. Foi membro do CIES – The Food Business Forum, em Paris, que reúne as 500 maiores empresas de alimentos do mundo. Fundou a Associação Pernambucana de Supermercados (Apes) e a Associação Latino-Americana de Supermercados (Alas). De 1977 a 1987, presidiu a Associação Brasileira de Supermercados (Abras).
Listas como a da revista Exame e da consultoria europeia Merco já o destacaram entre os 100 líderes empresariais de melhor reputação no Brasil. Atualmente, é membro do conselho da Associação Nacional de Jornais (ANJ), da Associação Brasileira de Emissoras de Rádio e Televisão (Abert) e da Associação Brasileira de Shopping Centers (Abrasce).